# Alburgh (Vermont)
Alburgh (fino all'aprile 2006 nota come Alburg) è un comune degli Stati Uniti d'America, situato nello Stato del Vermont e in particolare nella contea di Grand Isle.